# Cornelia Ullrichová
Cornelia Ullrichová, rozená Feuerbachová (* 26. dubna 1963, Halberstadt, Sasko-Anhaltsko) je bývalá východoněmecká atletka, jejíž specializací byl běh na 400 metrů překážek.
V roce 1986 vybojovala bronzovou medaili na evropském šampionátu ve Stuttgartu. O rok později získala bronz také na světovém šampionátu v Římě, kde trať zaběhla v čase 54,31 s. Na vítězku Sabine Buschovou rovněž z NDR ztratila 69 setin sekundy.